# Nycterosea peracutata
Nycterosea peracutata är en fjärilsart som beskrevs av Walker 1862. Nycterosea peracutata ingår i släktet Nycterosea och familjen mätare. Inga underarter finns listade i Catalogue of Life.